# Concepción (Filipinas)
Concepción (Bayan ng Concepcion - Municipality of Concepcion) es un municipio filipino de primera categoría, situado en la parte central de la isla de Luzón. Forma parte del Tercer Distrito Electoral de la provincia de Tarlac situada en la Región Administrativa de Luzón Central, también denominada Región III.

## Geografía
Municipio situado al suroeste de la provincia, limítrofe con las de Nueva Écija y Pampanga.
Su término linda al norte con los municipios de Tarlac y de La Paz; al sur con la provincia de Pampanga, municipio de Magalang; al este con la provincia de Nueva Écija, municipio de San Antonio; y al oeste con los municipios de Capas y de Bambán.

### Barangays
El municipio de Concepción se divide, a los efectos administrativos, en 45 barangayes o barrios, conforme a la siguiente relación:
| - Alfonso - Balutú - Cafe - Calius Gueco - Caluluán - Castillo - Corazón de Jesús - Culatingán - Dungan - Dutung-A-Matas, antes Jefmin. - Green Village - Lilibangán - Mabilog | - Magao - Macabacle - Malupa - Minane, antes Rose Park - Panalicsicán - Pando - Parang - Parulung - Pitabunán - San Agustín de Murcia - San Antonio - San Bartolomé de Balen a Melakwan | - San Francisco - San Isidro de Almendras - San Jose (Población) - San Juan de Castro - San Martín - San Nicolás (Población) - San Nicolás Balas - San Vicente de Calius-Corba - Santa Cruz | - Santa María - Santa Mónica - Santa Rita - Santa Rosa - Santiago - Santo Cristo - Santo Niño - Santo Rosario de Magunting - Talimunduc de Marimla - Talimunduc de San Miguel - Telabanca - Tinang |  |

## Historia
El año de 1860 el territorio que actualmente ocupan los municipios de Concepción y de Magalang se conocía con San Bartolomé, actualmente es un despoblado de Concepción. San Bartolomé fue una Comandancia militar de la Pampanga bajo el régimen español.
La gran inundación de 183 devastó todo el asentamiento de San Bartolomé en 1863, desplazándose sus habitantes a otros lugares. Algunos se fueron del norte, mientras que otros lo hicieron al sur.
El primer grupo encabezado por el gobernadorcillo se establece en la ladera del monte  Arayat, en un lugar que con el tiempo fue renombrado como Magalang.
Se refugia al norte un segundo grupo formado, entre otros, por los Santoses, Laxamanas, Salvadors, Yumuls, Castros, Dizons, Pineda, Felicianos, Aquino, Cortez, Bermúdez, Perezes: se establece en el actual barrio de Santo Niño, entonces haciendas de Escolástico Amurao y Gastón Amurao.
La mayoría de los colonos se mostró insatisfecho con el lugar, ya que está lleno de serpientes y era escaso en agua, por lo que decidieron llegar al lugar que hoy conocemos como Concepción, donde comenzaron a desbrozar la tierra y levantar chozas y carreteras.
Llamaron a su lugar Concepción, ya que consideraban que la Inmaculada Concepción tenía poder sobre las serpientes que abundan en el lugar.

## Patrimonio

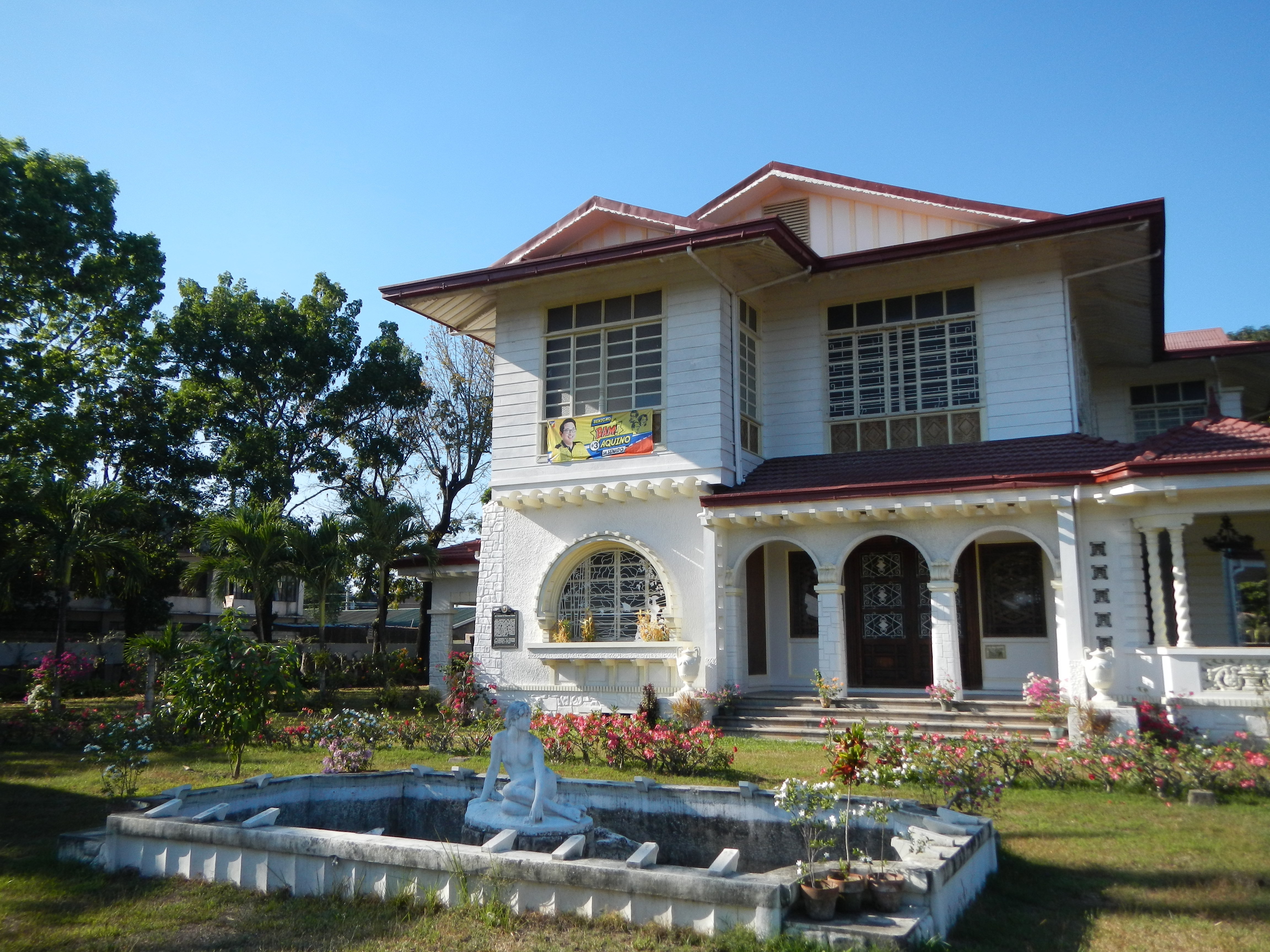
Casa Aquino.

- Casa Aquino, ancestral mansión de la familia Aquino,  declarada Sitio Histórico el año 1987.

El edificio data del año 1939 y tres generaciones de la familia Aquino la han habitado.